# Musaranya de Gàmbia
La musaranya de Gàmbia (Crocidura cinderella) és una espècie de mamífer pertanyent a la família dels sorícids que habita al Senegal, Gàmbia, el sud de Mauritània, Mali, el Níger i, possiblement també, Burkina Faso.